# Herman Teirlinck

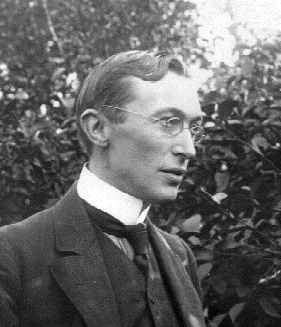
Teirlinck (1905)

Herman Louis Cesar Teirlinck (Molenbeek-Saint-Jean, 24 febbraio 1879 – Beersel, 4 febbraio 1967) è stato uno scrittore e drammaturgo belga, di lingua olandese.

## Biografia
Figlio dello scrittore naturalista Isidoor Teirlinck (1851-1934). Dopo un incerto esordio nella scia del naturalismo, pubblicò nel 1908 quello che forse è da considerare il suo capolavoro, Il Signor Serjanszoon, orator didacticus, raffinato ed ironico romanzo incentrato sulla figura di un vecchio epicureo del Brabante del 1700.
Collaborò con Karel van de Woestijne alla stesura di Le torri di argilla, romanzo rimasto incompiuto.
Teirlinck si è quindi dedicato per una ventina di anni al teatro con una produzione alquanto interessante per originalità, in cui figurano ad esempio Il film al rallentatore, del 1922; Io servo, del 1924 e L'uomo senza corpo, del 1925.
Tornò alla narrativa negli anni trenta del secolo scorso con alcuni romanzi, in particolare Maria Speermalie, del 1940. Della sua ultima produzione, da ricordare La lotta con l'angelo del 1952 e il molto discusso Autoritratto, ovvero l'ultimo pasto di un condannato a morte, del 1956.
Massone, fu membro del Grande Oriente del Belgio.

## Opere
- Verzen, poema del 1900
- Landelijke historiën, novella del 1901
- De wonderbare wereld, novella del 1902
- Het stille gesternte, novella del 1903
- 't Bedrijf van den kwade, novella del 1904
- De doolage, novella del 1905
- Zon, een bundel beschrijvingen, romanzi del 1906
- De kroonluchter, kunstgenootschap, novella del 1907
- Het avontuurlijk leven van Lieven Cordaat, 1908
- Mijnheer J.B. Serjanszoon, orator didacticus - Il signor J.B. Serjanszoon, orator didacticus;  novella del 1908
- Het ivoren aapje, novella del 1909
- Johan Doxa, Vier herinneringen aan een Brabantschen Gothieker, novella del 1917
- De Nieuwe Uilenspiegel of de jongste incarnatie van den scharlaken Thijl, del 1920
- De vertraagde film - Il film al rallentatore, opera teatrale del 1922
- Ik dien - Io servo, opera teatrale del 1924
- De man zonder lijf - L'uomo senza corpo, opera teatrale del 1925
- De wonderlijke mei, opera teatrale del 1925
- De leemen torens - Le torri d'argilla, racconto in lettere di Karel van de Woestijne del 1928
- De ekster op de galg, opera teatrale del 1937
- Elckerlyc, del 1937
- Ave, opera teatrale del 1938
- Maria Speermalie, 1875-1937, novella del 1940
- De XXXX brieven aan Rolande, del 1944
- Het gevecht met de engel - La lotta con l'angelo, novella del 1952
- Zelfportret of Het galgemaal novella del 1955
- Wijding voor een derde geboorte - Autoritratto, ovvero l'ultimo pasto di un condannato a morte, romanzo del 1956
- Dramatisch Peripatetikon - Teatro che insegna i principi, del 1959
- Verzameld werk, 8 vol., 1955-1969
- Verzameld werk, 9 vol., 1973